# Chrysoritis
Chrysoritis is een geslacht van vlinders uit de familie van de Lycaenidae, uit de onderfamilie van de Aphnaeinae.
De soorten van dit geslacht komen voor in tropisch Afrika.

## Soorten
- Chrysoritis adonis (Pennington, 1962)
- Chrysoritis aethon (Trimen, 1887)
- Chrysoritis aridus (Pennington, 1953)
- Chrysoritis aureus (van Son, 1966)
- Chrysoritis azurius (Swanepoel, 1975)
- Chrysoritis beaufortia (Dickson, 1966)
- Chrysoritis beulah (Quickelberge, 1966)
- Chrysoritis blencathrae (Heath & Ball, 1992)
- Chrysoritis braueri (Pennington, 1967)
- Chrysoritis brooksi (Riley, 1938)
- Chrysoritis chrysantas (Trimen, 1868)
- Chrysoritis chrysaor (Trimen, 1864)
- Chrysoritis daphne (Dickson, 1975)
- Chrysoritis dicksoni (Gabriel, 1947)
- Chrysoritis endymion (Pennington, 1962)
- Chrysoritis felthami (Trimen, 1904)
- Chrysoritis irene (Pennington, 1968)
- Chrysoritis lycegenes (Trimen, 1874)
- Chrysoritis lyncurium (Trimen, 1868)
- Chrysoritis lyndseyae (Henning, 1979)
- Chrysoritis midas (Pennington, 1962)
- Chrysoritis natalensis (van Son, 1966)
- Chrysoritis nigricans (Aurivillius, 1924)
- Chrysoritis oreas (Trimen, 1891)
- Chrysoritis orientalis (Swanepoel, 1976)
- Chrysoritis palmus (Stoll, 1781)
- Chrysoritis pan (Pennington, 1962)
- Chrysoritis pelion (Pennington, 1953)
- Chrysoritis penningtoni (Riley, 1938)
- Chrysoritis perseus (Henning, 1977)
- Chrysoritis phosphor (Trimen, 1864)
- Chrysoritis plutus (Pennington, 1967)
- Chrysoritis pyramus (Pennington, 1953)
- Chrysoritis pyroeis (Trimen, 1864)
- Chrysoritis rileyi (Dickson, 1966)
- Chrysoritis swanepoeli (Dickson, 1965)
- Chrysoritis thysbe (Linnaeus, 1764)
- Chrysoritis trimeni (Riley, 1938)
- Chrysoritis turneri (Riley, 1938)
- Chrysoritis uranus (Pennington, 1962)
- Chrysoritis violescens (Dickson, 1971)
- Chrysoritis zeuxo (Linnaeus, 1764)
- Chrysoritis zonarius (Riley, 1938)